# Villamayor de Santiago (kommunhuvudort)
Villamayor de Santiago är en kommunhuvudort i Spanien.   Den ligger i provinsen Provincia de Cuenca och regionen Kastilien-La Mancha, i den centrala delen av landet, 100 km sydost om huvudstaden Madrid. Villamayor de Santiago ligger 781 meter över havet och antalet invånare är 2 766.
Terrängen runt Villamayor de Santiago är huvudsakligen platt, men åt nordost är den kuperad. Runt Villamayor de Santiago är det glesbefolkat, med 9 invånare per kvadratkilometer. Närmaste större samhälle är Quintanar de la Orden, 18,2 km sydväst om Villamayor de Santiago. Trakten runt Villamayor de Santiago består till största delen av jordbruksmark.